# Seymour (Wisconsin)
Seymour és una població dels Estats Units a l'estat de Wisconsin. Segons el cens del 2000 tenia 3.335 habitants.

## Demografia
Segons el cens del 2000, Seymour tenia 3.335 habitants, 1.305 habitatges, i 884 famílies. La densitat de població era de 509 habitants per km².
Dels 1.305 habitatges en un 38,6% hi vivien nens de menys de 18 anys, en un 52,6% hi vivien parelles casades, en un 10,2% dones solteres, i en un 32,2% no eren unitats familiars. En el 27,2% dels habitatges hi vivien persones soles el 14,2% de les quals corresponia a persones de 65 anys o més que vivien soles. El nombre mitjà de persones vivint en cada habitatge era de 2,48 i el nombre mitjà de persones que vivien en cada família era de 3,03.
Per edats la població es repartia de la següent manera: un 27,9% tenia menys de 18 anys, un 9,1% entre 18 i 24, un 30,5% entre 25 i 44, un 16,8% de 45 a 60 i un 15,7% 65 anys o més.
L'edat mediana era de 34 anys. Per cada 100 dones de 18 o més anys hi havia 88,8 homes.
La renda mediana per habitatge era de 44.135 $ i la renda mediana per família de 50.746 $. Els homes tenien una renda mediana de 36.789 $ mentre que les dones 24.375 $. La renda per capita de la població era de 19.073 $. Aproximadament el 4,2% de les famílies i el 3,6% de la població estaven per davall del llindar de pobresa.

## Poblacions més properes
El següent diagrama mostra les poblacions més properes.